# جامعة موسكو الحكومية للغات
جامعة موسكو الحكومية للغات (بالروسية: Московский государственный лингвистический университет, МГЛУ)‏ التي كانت تُعرف سابقًا باسم معهد موريس توريز موسكو الحكومي التربوي للغات الأجنبية (بالروسية: Московский государственный педагогический институт иностранных языков имени Мориса Тореза, МГПИИЯ им. Мориса Тореза)‏، وما زال يشار إليها غالبًا باسم(InYaz)، هي جامعة عامة تقع في موسكو بروسيا. تعتبر أكبر وأقدم جامعة في روسيا متخصصة في اللغويات واللغات الأجنبية. يوجد في الجامعة حوالي 10.000 طالب وخريج. التعليم متاح بـ 35 لغة.

## تاريخ
- 1804: تم إنشاء مدرسة موسكو الإمبراطورية التجارية لتدريس اللغات الإنجليزية والفرنسية والألمانية واللاتينية.
- 1806: انتقلت المدرسة إلى مبنى تاريخي - منزل الحاكم العام السابق لموسكو، بيتر إروبكين، في أوستوجينكا (اليوم هذا هو الحرم الجامعي الرئيسي للجامعة).
- 1930: بعد مرور 13 عامًا بعد الثورة الروسية، تم إحياء مدرسة للغات داخل نفس المبنى كما كان الحال سابقًا، تم إنشاء معهد موسكو للغات الجديدة.
- 1935: تم تغيير اسم المعهد إلى معهد موسكو الحكومي التربوي للغات الأجنبية (MSPIFL).
- 1941: في مبنى المعهد، تم تشكيل فرقة الميليشيا الخامسة في فرونزن وأصبح العديد من الطلاب وأعضاء هيئة التدريس أعضاء.
- 1945: عمل خريجو وأعضاء هيئة التدريس في الجامعة مترجمين في محاكمات نورمبرج وطوكيو.
- 1964: تمت إعادة تسمية الجامعة تكريما لموريس ثوريز، زعيم قديم للحزب الشيوعي الفرنسي وشخصية بارزة في الحركة الشيوعية الدولية، وأصبح معهد موريس ثوريز موسكو التربوي الحكومي للغات الأجنبية.
- 1990: تم تغيير اسم الجامعة إلى جامعة موسكو اللغوية الحكومية (MGLU).
- 2000: بقرار من رؤساء حكومات الدول الأعضاء في رابطة الدول المستقلة، تم تسمية الجامعة كمنظمة أساسية للغة وثقافة الدول الأعضاء في رابطة الدول المستقلة.
- 2001 - 2004: أصبحت الجامعة مضيفة لمركز اللغة والثقافة الأرمنية، ومركز اللغة والثقافة الكازاخستانية، وأول مركز للدراسات الأوكرانية في روسيا.
- 1998 - 2005: تم افتتاح مركز اللغة والثقافة الألمانية، ومركز الدراسات الفرنكوفونية، ومركز اللغة والثقافة الإسبانية، ومركز لغات وثقافات كندا.
- منذ سنة 2001: أصبحت الدامعة هي منسق اليوم الأوروبي للغات لروسيا وبقية دول رابطة الدول المستقلة.
- 2005: تم افتتاح مركز اللغة والثقافة الروسية في الدامعة، للتركيز على تعليم الطلاب الأجانب المهتمين بتوسيع وتعميق معارفهم في مجالات اللغة والثقافة الروسية.
- 2005: وفقًا لقرار صادر عن المجلس الأكاديمي لجامعة موسكو الحكومية اللغوية، أنشأت الجامعة في نوفمبر 2005 مركزًا للمعلومات لشؤون الأمن العالمي.
- 2007 - تم افتتاح مركز اللغة التركية والثقافة في الجامعة، وذلك بدعم من السفارة التركية.

## الكليات
- كلية اللغة الإنجليزية
- معهد القانون والاقتصاد وإدارة المعلومات
- كلية العلوم الإنسانية والتطبيقية
- كلية الترجمة والترجمة الفورية
- كلية اللغة الألمانية
- كلية اللغة الفرنسية
- كلية التعليم عن بعد
- كلية التربية العسكرية
- كلية التربية للأجانب
- كلية التدريب المتقدم المحاضرين
- معهد العلاقات الدولية والدراسات الاجتماعية السياسية

## أنشطة حالية
نظمت الجامعة النسخة الثالثة من المؤتمر الدولي الروسي الإسباني.

## خريجون متميزون

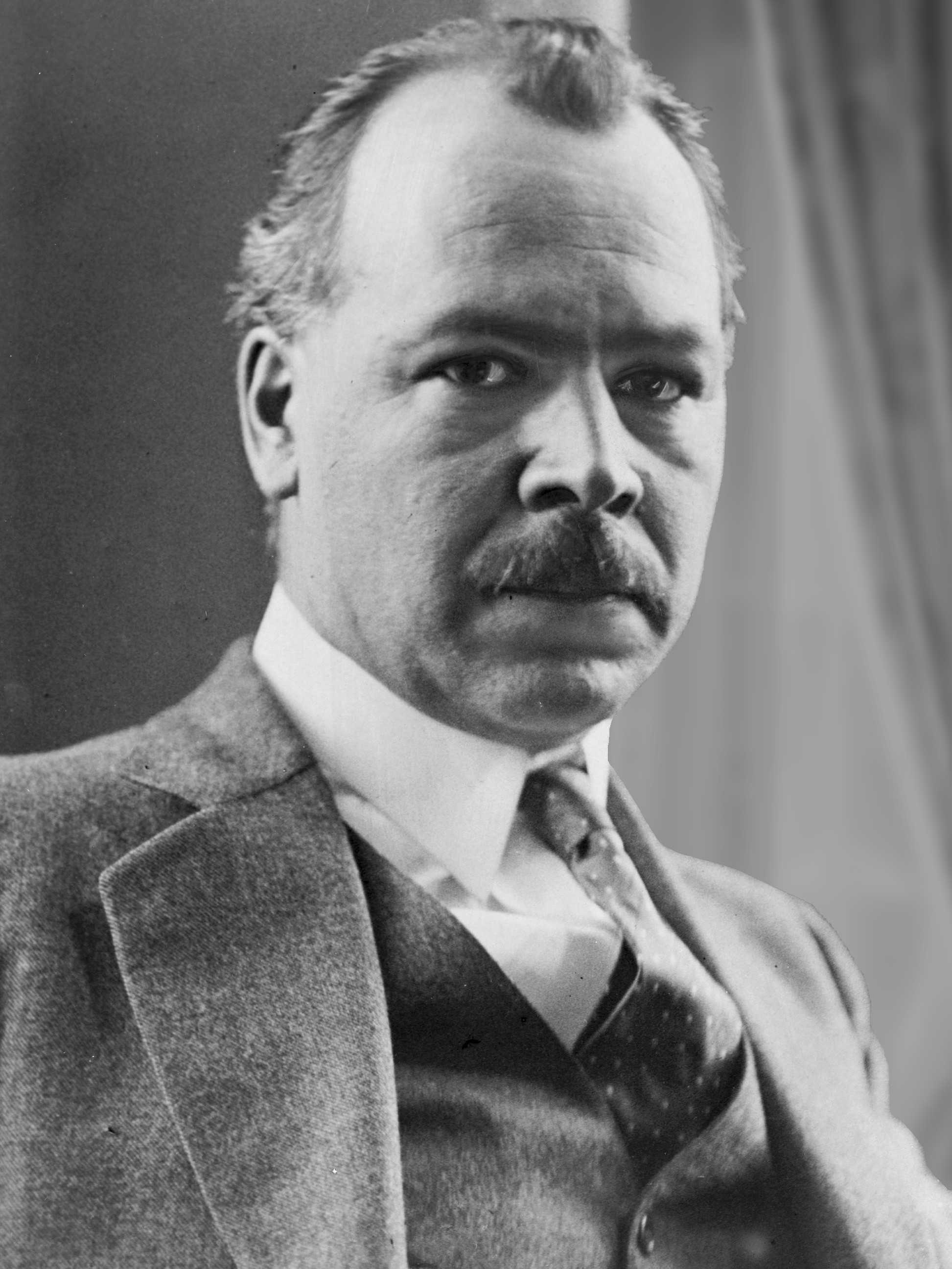
نيقولاي فافيلوف، عالم النبات وعالم الوراثة الروسي والسوفيتي (1906)
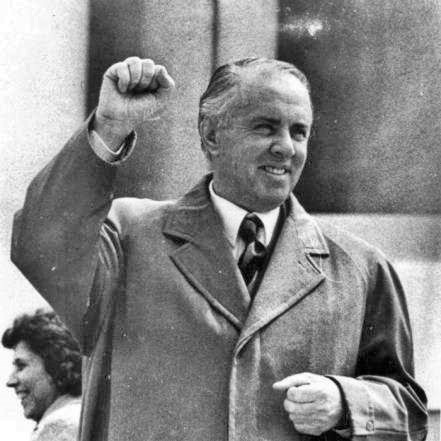
أنور خوجا، الزعيم الشيوعي لألبانيا بين سنتي 1944 و1985 (1938)
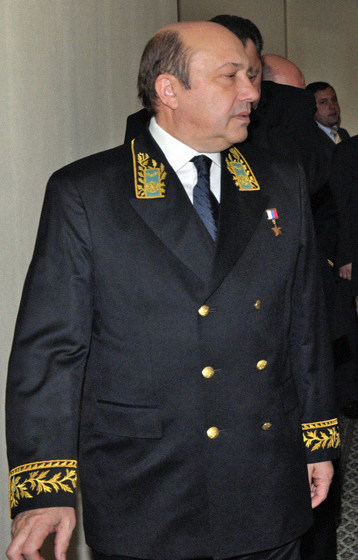
إيغور إيفانوف، ثالث وزير خارجية لروسيا، والسكرتير السابق لمجلس الأمن لروسيا الاتحادية (1969)